# Colonne Leclerc
La colonne Leclerc, plus tard Force L, désigne les unités des forces françaises libres (FFL) engagées sous les ordres de Philippe Leclerc de Hauteclocque de 1941 à 1943.
Constituée autour des unités mobiles du régiment de tirailleurs sénégalais du Tchad (RTST), elle est renforcée au fur et à mesure des campagnes par d'autres petites unités des FFL. Elle est engagée dans le raid sur Koufra, les raids dans le Fezzan en février-mars 1942, la conquête du Fezzan de décembre 1942 à janvier 1943 puis la campagne de Tunisie de février à mai 1943. Complétée, elle devient la 2e division française libre en mai 1943 puis la 2e division blindée en août.

## Ordre de bataille

### Janvier - mars 1941
Toutes les unités engagées dans le raid de Koufra sont motorisées sur camions.
- État-major - capitaine de Guillebon[1]
- Compagnie portée du RTST : 2 pelotons[2], 1 peloton d'automitrailleuses - capitaine de Rennepont[1]
  - 2 canons de 37 mm, 2 mitrailleuses de 8 mm[3]
  - 2 automitrailleuses Laffly S15 TOE (restées en arrière, perdues début mars[4])
- 7e compagnie du RTST : 2 sections - lieutenant Fabre[3]
- Groupe nomade de l'Ennedi : 2 sections - capitaine Barboteu (ca)[2]
  - renforcé par les cadres français du groupe nomade du Borkou - capitaine Poletti[2]
- Groupes de mortiers de la 6e compagnie du RTST - lieutenant Dubut[2]
  - 4 mortiers de 81 mm[5]
- Section d'artillerie de la compagnie portée du RTST (ou section d'artillerie no 1 du RTST) - lieutenant Ceccaldi[1]
  - 2 canons de 75 mm modèle 1928 (un seul emmené jusqu'à Koufra[2])
- Train de combat
  - Ravitaillement - capitaine Combes[1]
  - Santé - capitaine Mauric[1]
  - Dépannage - lieutenant Ruet[1]
- Long Range Desert Group : patrouilles T et G (dispersées le 30 janvier 1941) - Major Clayton (en)[6]
- Groupe réservé de bombardement no 1 - commandant Astier de Villatte[7]
  - 14 Bristol Blenheim IV[8]

### Décembre 1942 - janvier 1943
- État-major
- Long Range Desert Group : patrouille S2[9]
- Goum libyen (indigènes ralliés aux Français)[1]
- 1re compagnie de découverte et de combat (1re DC) du RTST : 3 pelotons de découverte et de combat, un peloton hors-rang[10]
- 2e compagnie de découverte et de combat (2e DC) du RTST : 3 pelotons de découverte et de combat, un peloton hors-rang[10]
- 12e compagnie portée du RTST : 3 sections de fusiliers-voltigeurs, une section de commandement, une section de mitrailleuses, une section de mortiers et une section d'artillerie anti-aérienne et antichar[11]
- Bataillon de marche no 1 (BM 1) : 4 compagnies de combat, une compagnie d'armes lourdes, une compagnie de commandement[12]
- Compagnie portée du Cameroun (CPC) : 3 sections de fusiliers-voltigeurs, une section de commandement, une section de mitrailleuses, une section de mortiers et une section de canons antichars[13]
  - 2 mortiers de 60 et 2 mortiers de 81, une dizaine de mitrailleuses Hotchkiss, 2 canons de 25 antichars[13]
- Groupe nomade du Borkou (GNB, motorisé[11]) : 3 sections de fusiliers-voltigeurs, une section de commandement, une section de mitrailleuses, une section de mortiers et une section d'artillerie anti-aérienne et antichar[9]
- Groupe nomade du Tibesti (GNT, sur chameaux) : 3 sections de fusiliers-voltigeurs, une section de commandement, une section de mitrailleuses, une section de mortiers et une section d'artillerie anti-aérienne et antichar[11]
- Deux pelotons d'automitrailleuses[10]
- Sections d'artillerie - lieutenant-colonel Crépin[14]
  - SA no 11 : deux 75 de montagne, deux 25 pounder et un howitzer de 115 mm (en)[N 1],[14]
  - SA no 12 : deux 75 de montagne[14]
  - SA no 15 bis : deux 75 de campagne[14]
  - SA no 16 bis : deux 75 de campagne[14]
  - SA no 28 et no 29)[14] : canons antiaériens[9] (dont Bofors de 40 mm[15])
- Compagnies automobiles nos 2, 3, 4 et 5[10]
- Section de transport Nord[10]
- Groupe sanitaire de colonne[10]
- Groupement de la base de Zouar (plus de cinq cent hommes en soutien arrière)[10]
- Groupe Bretagne - commandant de Saint-Péreuse[16]
  - Escadrille Rennes (bombardement léger) : six Westland Lysander[17]
  - Escadrille Nantes (bombardement) : trois Glenn-Martin 167 et cinq Bristol Blenheim V[17]
  - Section de liaison et d'évacuation sanitaire : deux Potez 540, deux Howard DGA-15, un Lockheed L-18 Lodestar et un Lockheed Hudson[17]

La colonne est organisée en plusieurs groupements :
- La patrouille S2 du LRDG et la SA 12 sont attachées à l'EM de Leclerc[11]
- Le groupement D du lieutenant-colonel Dio regroupe un peloton de la 1re DC, un de la 2e DC, les SA 11 et 15 bis et les 1re et 2e demi-sections d'artillerie antiaérienne[9]. Il est renforcé par le GNB et la 12e compagnie portée[18].
- Le groupement G du capitaine Geoffroy regroupe un peloton de la 1re DC, un de la 2e DC, plus la SA no ?[9].
- Le groupement M du lieutenant-colonel Delange regroupe le BM 1, un peloton de la 1re DC, un de la 2e DC, un peloton d'automitrailleuses, les SA 16 bis, ? et 29[9],[11].
- Le GNT et la CPC ne font pas partie d'un groupement[12],[13].

### Février-mars 1943

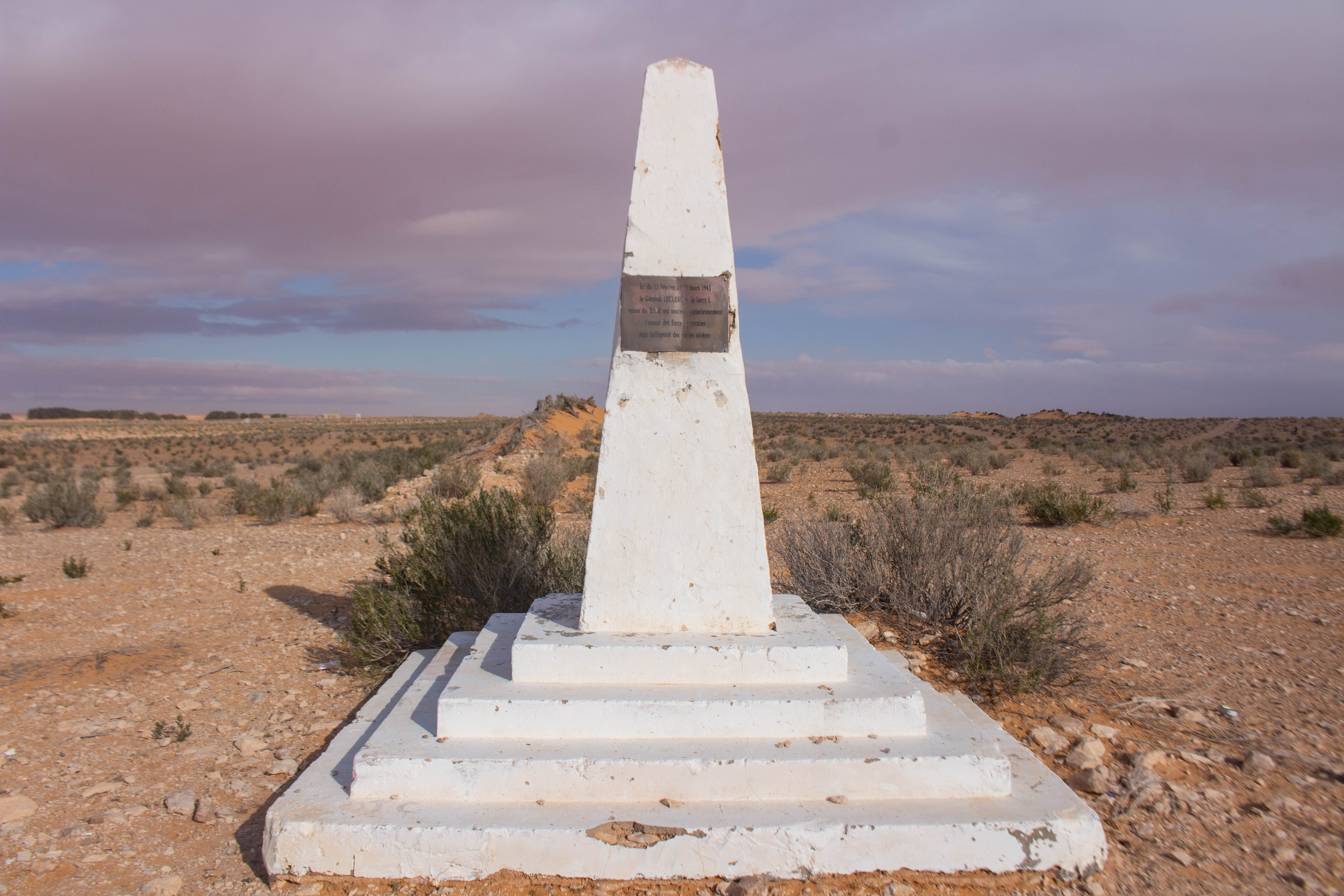
Monument à la colonne Leclerc sur le site de la bataille de Ksar Ghilane en Tunisie (10 mars 1943).

Le BM 1 est dissous début 1943, ses éléments renforçant les autres unités de colonne. L'artillerie est réorganisée : la 11e batterie est créée par fusion des sections d'artillerie 15 bis et 16 bis, les sections 11 et 12 forment une batterie de 75 de montagne et une batterie de 25 pounders est créée.
- la 1re compagnie DC[20]
- groupement D (Dio) : GNB, 12e compagnie portée, escadron d'automitrailleuses, artillerie[20]
- groupement V (Vézinet) : GNT et GNE motorisés, 2e compagnie du RTST, artillerie[20]
- CPC[20]
- Escadron sacré grec[20]

En mars 1943, la colonne Leclerc est renforcée par la Free French Flying column : 1er régiment de marche de spahis marocains et 501e compagnie de chars de combat (cette dernière unité passant sous le commandement de Leclerc en mai).

## Insigne
Les unités participant à la seconde campagne du Fezzan, quelle que soit leur origine (tirailleurs tchadiens, camerounais, aviation, artillerie, etc.), reçoivent un insigne présentant une ancre chargée d'un chameau, surmonté de l'inscription Tchad. Cet insigne, fabriqué au Caire en 1943, devient ensuite celui du seul régiment de marche du Tchad,,.